# Hydrokodon
Hydrokodon (łac. hydrocodonum) – organiczny związek chemiczny, keton z grupy opioidów, stosowany jako lek przeciwbólowy i przeciwkaszlowy o działaniu podobnym do morfiny. Hydrokodon podawany doustnie ma około 1,5 razy silniejsze działanie od morfiny podawanej tą samą drogą (4,5× silniej od morfiny podawanej parenteralnie), aczkolwiek dawka wywołująca równoważny efekt analgetyczny może się różnić osobniczo.

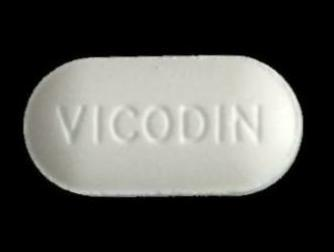
Vicodin – hydrokodon w połączeniu z paracetamolem

Rozprowadzany pod różnymi nazwami handlowymi, m.in. Dicodid, Hydrokon, także w postaci preparatów zawierających również inne substancje czynne np. paracetamol (Vicodin, Lortab).

## Działania niepożądane
Efekty uboczne jego stosowania to między innymi reakcje alergiczne, napady drgawkowe, wilgotna skóra, silne osłabienie, zawroty głowy, utrata przytomności, żółtaczka. Może też wywoływać euforię i senność.